# Оверштаг

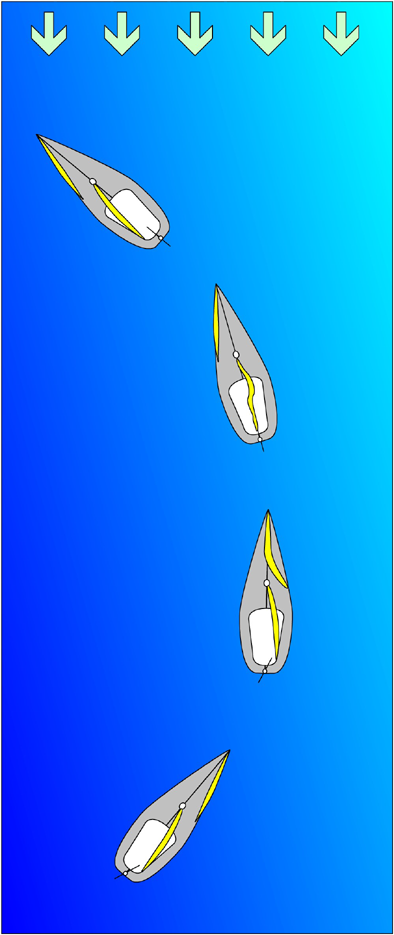

Oвершта́г (дословно с нидерл. — «через штаг») — термин, обозначающий один из двух способов смены галса на парусной лодке, при котором нос лодки какое-то время повёрнут в сторону, откуда дует ветер. При оверштаге парус, проходя через левентик, плавно переходит с одной стороны на другую.
Другой способ называется через фордевинд: он более опасен на судах с косым парусом, так как при этом повороте парус перебрасывается мгновенно. Это может привести к повреждению паруса, гика и такелажа; экипаж может получить серьёзные травмы. Чем больше площадь паруса и масса гика, тем серьёзнее могут быть последствия. Поэтому на больших яхтах поворот через фордевинд делается в два приёма: рулевой сначала поворачивает яхту точно по ветру, грот фиксируется в ДП такелажем, после чего производится доворот и грот травится. На судах с малой площадью парусности (до 10 м²) при слабом ветре разрушений скорее всего не произойдёт, но может произойти падение за борт человека, получившего неожиданный удар гиком.
В некоторых случаях (при резкой смене ветра, руль без внимания) может произойти самопроизвольный поворот через фордевинд, что опасно на больших парусных судах, а на малых судах просто требует внимания.

## Отличие поворота оверштаг от поворота черезфордевинд
Поворот оверштаг используется, когда лодка идёт в лавировку. Поворот фордевинд используется, когда лодка идёт полными курсами. Считается, что технически поворот оверштаг выполнить проще, чем поворот через фордевинд. Поэтому при очень сильном ветре для смены галса иногда используют более безопасный и технически более просто выполнимый поворот оверштаг вместо фордевинда.

## Техника выполнения поворота оверштаг нашвертботе
При повороте оверштаг лодка какое-то время находится в левентике, и она теряет от этого скорость. Технично выполненный поворот минимизирует потерю скорости от поворота, в некоторых случаях (например, поворот перекатом) можно даже увеличить скорость лодки.
Техника поворота зависит от типа лодки, от волны, от силы ветра.